# 三聯書店（香港）

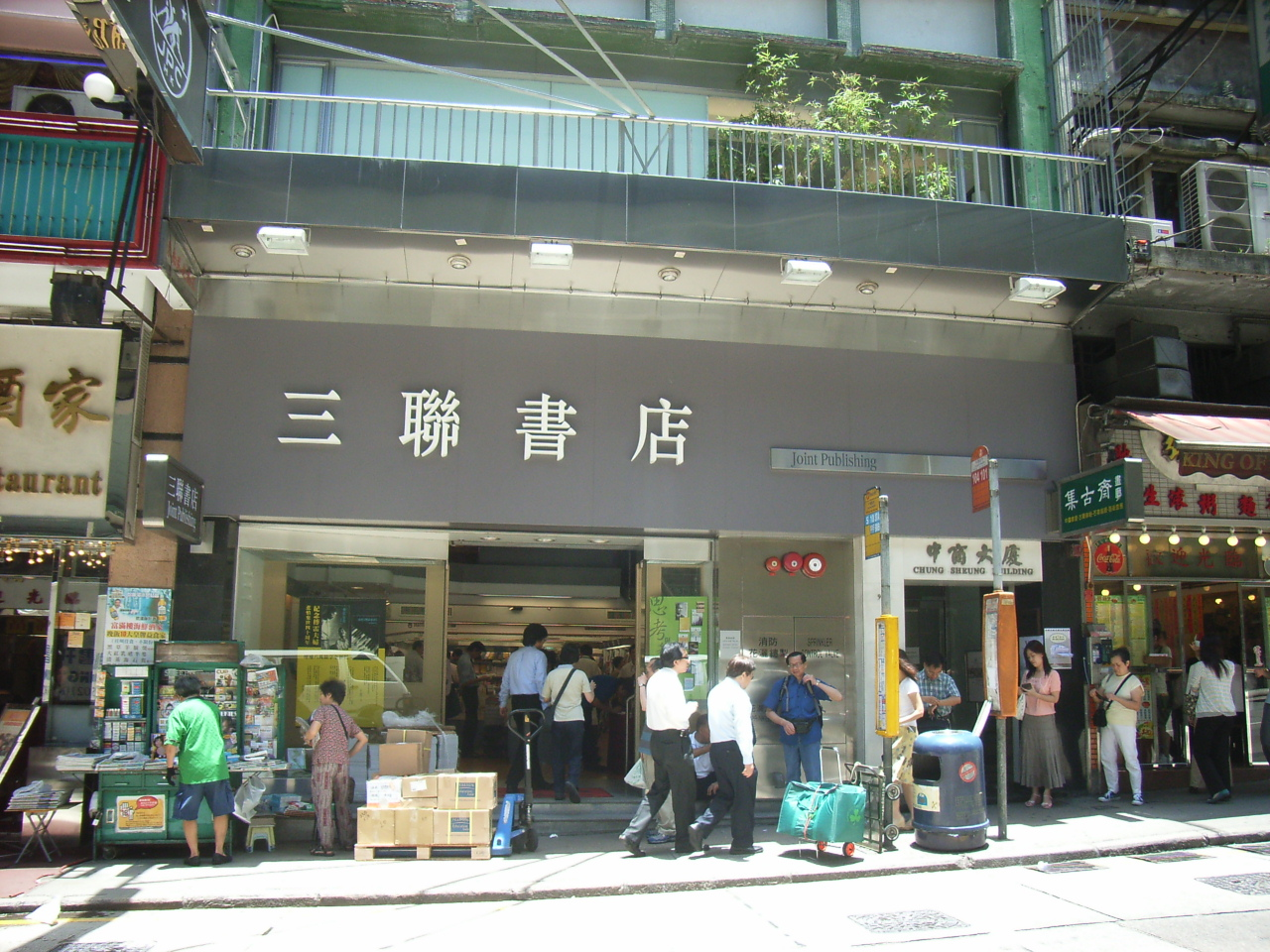
位於域多利皇后街的三聯書店

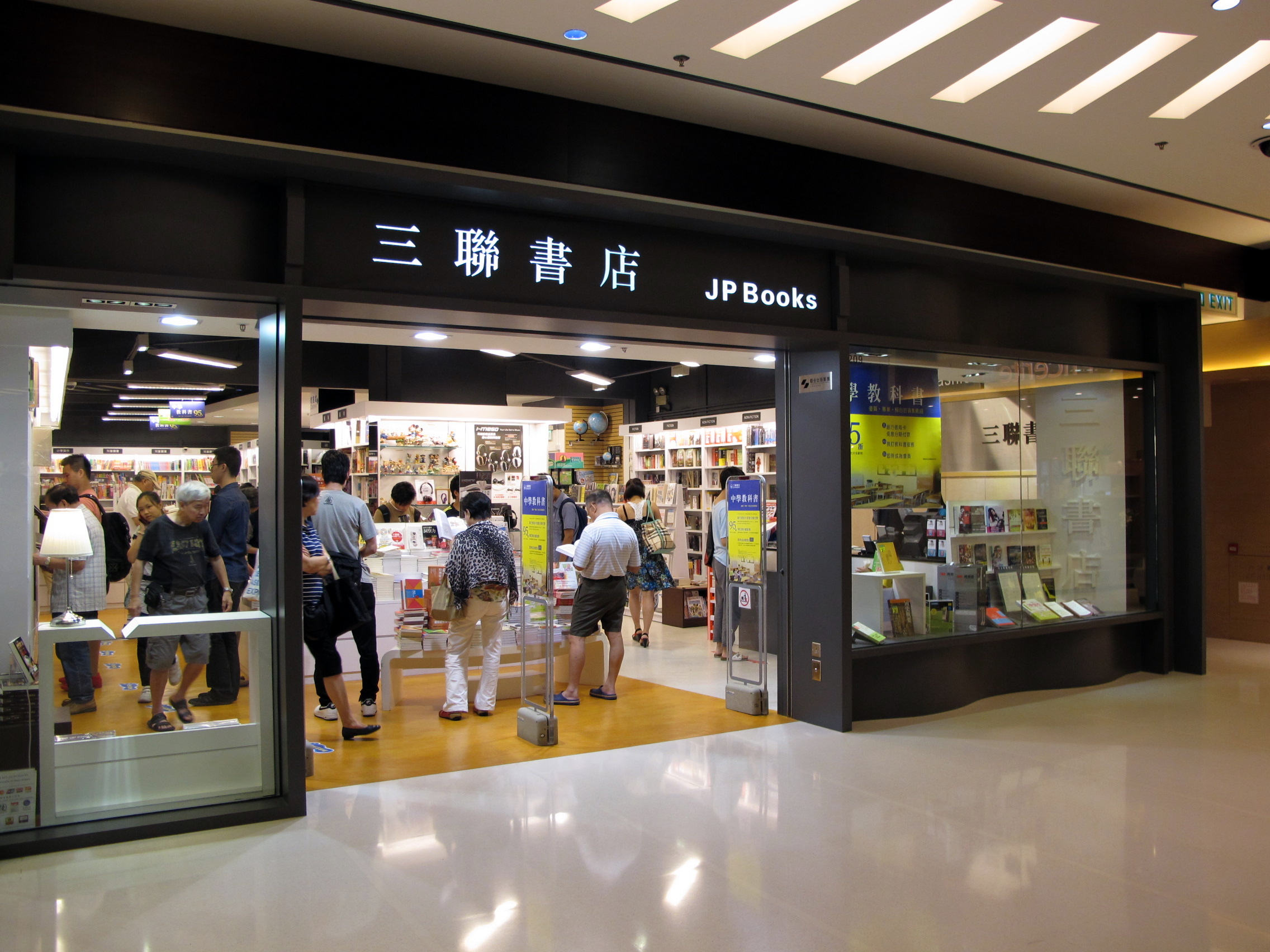
三联书店青衣城分店

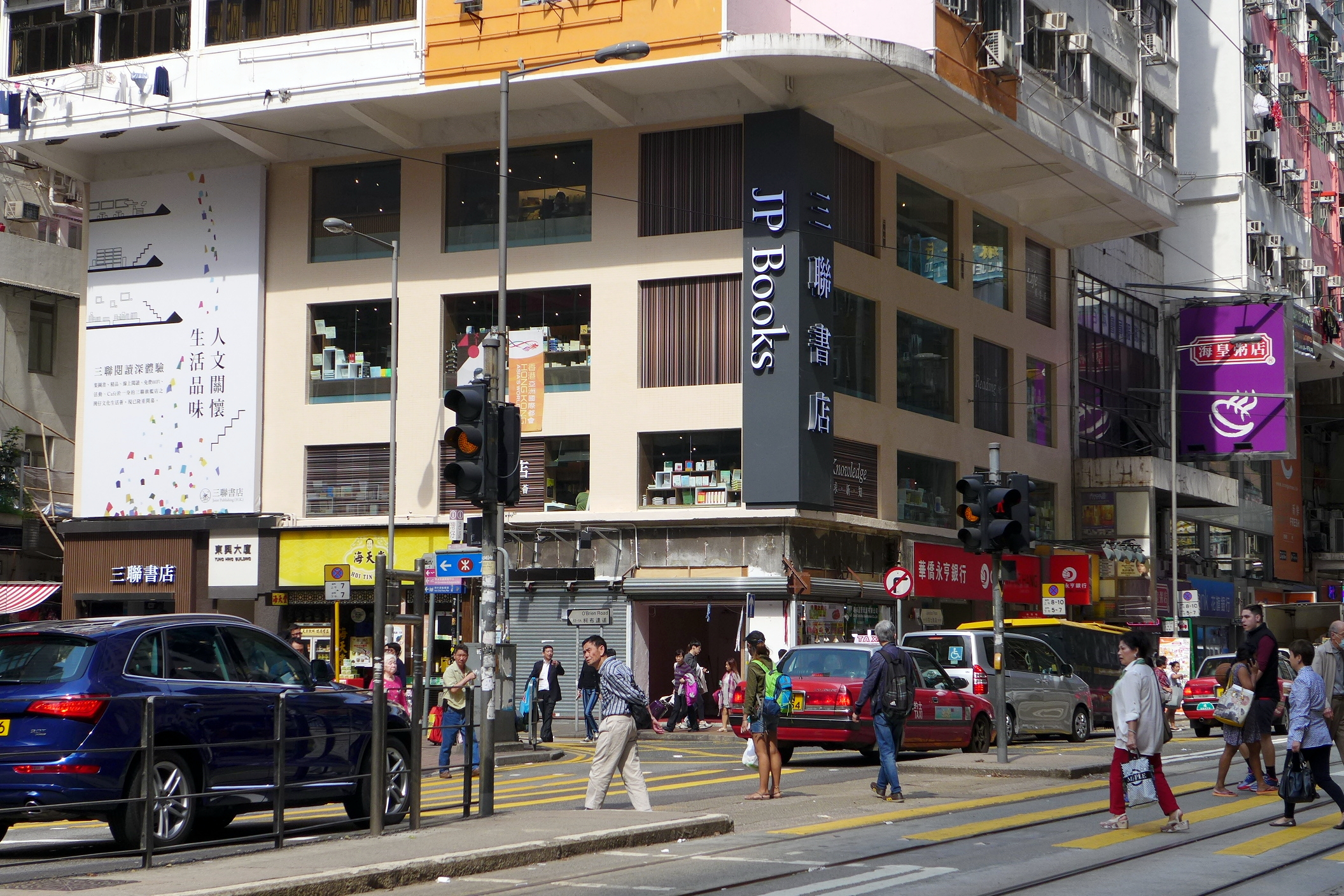
三联书店灣仔文化生活薈

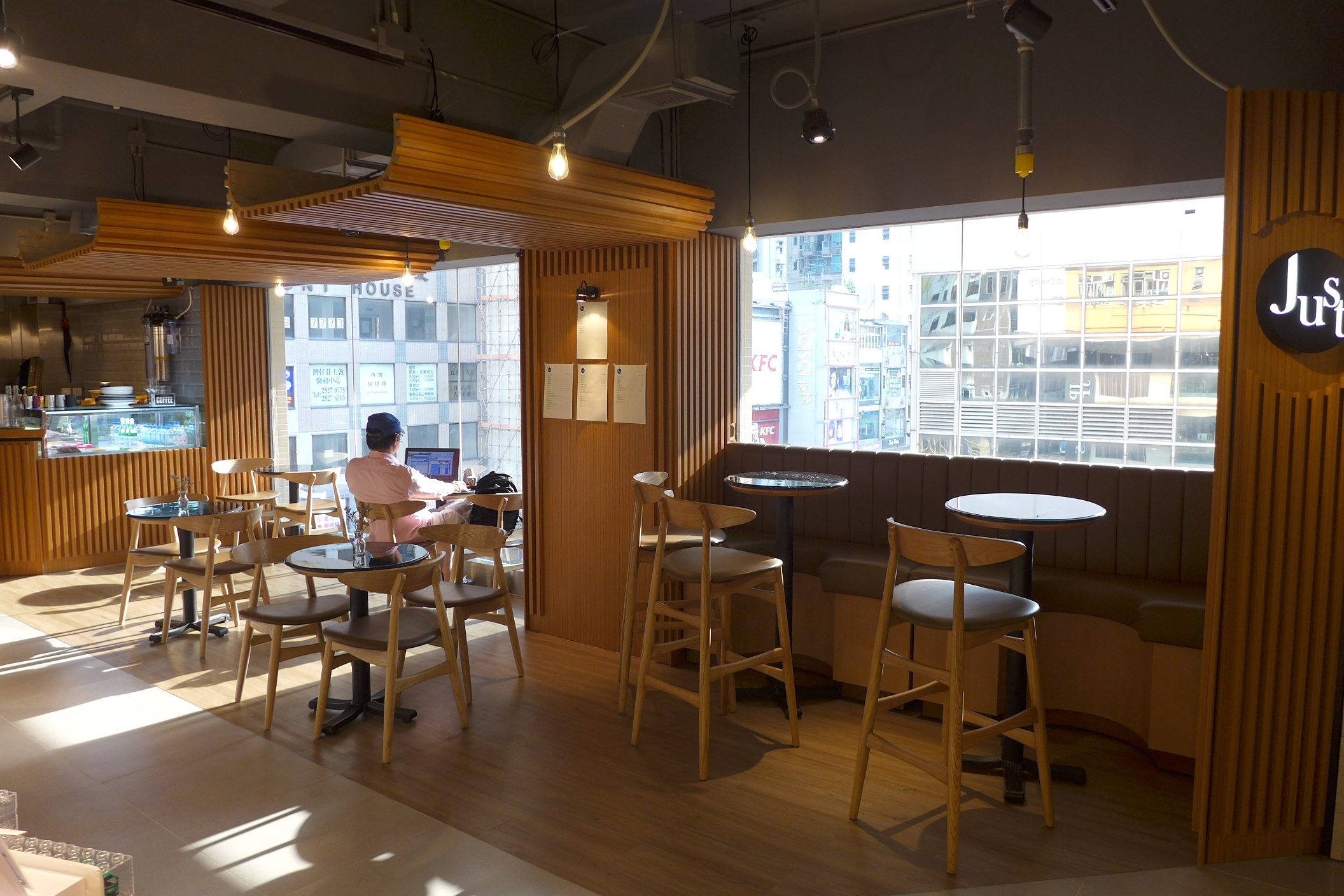
三联书店灣仔文化生活薈佔地3層。1樓至2樓是售書區，2樓則同時設有兒童專區童閱天地，3樓為售賣文創產品及文具，附設咖啡店 Just Cafe

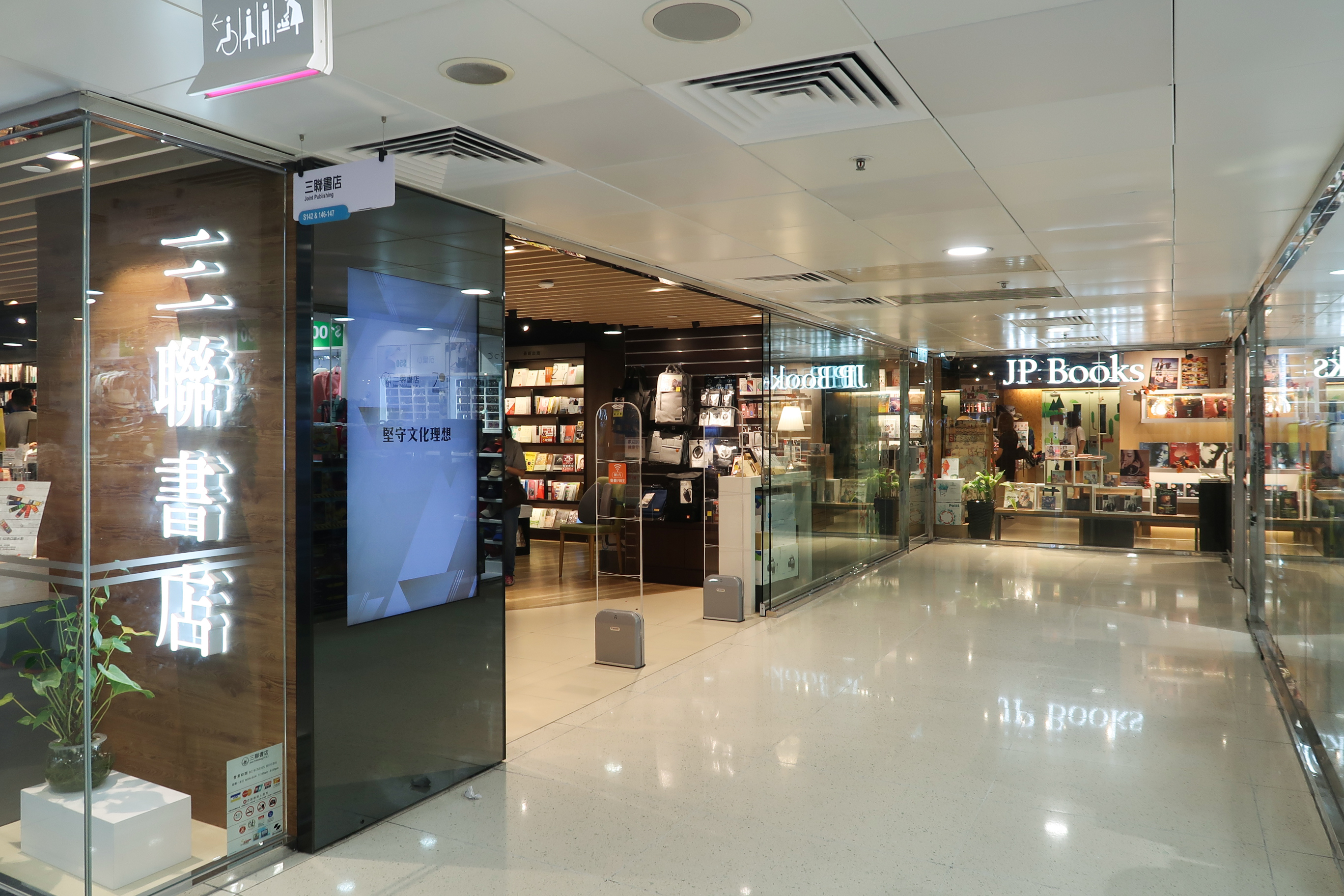
三联书店淘大商場分店

三聯書店，全名為「三聯書店（香港）有限公司」，是由「生活書店」、「讀書出版社」、「新知書店」三間於1930至40年代活躍於中國大陸出版界發行機構於1948年10月26日在香港合併所組成。三聯書店由最初主要從事中文版圖書發行業務，發展到成為一家包括出版、發行、零售、服務等多元化經營的新型文化出版機構。三聯書店的品牌口號包括有以往的「知識就是力量」、「愛生活‧讀好書‧求新知」以及現時的「人文關懷‧生活品味」。

## 歷史
「三聯書店」由三間出版發行機構合併，分別為：
- 生活書店，成立於1932年7月1日，創辦人是鄒韜奮、徐伯昕
- 讀書出版社，成立於1936年，創辦人是李公樸、柳湜、艾思奇、黃洛峰
- 新知書店，成立於1935年8月，創辦人是錢俊瑞、姜君辰、薛暮橋、華應申

1949年3月，三联书店大部分人员离开香港，总部迁往北平，成立“生活·读书·新知三联书店总管理处”；其在香港的分支名为“生活书店·读书出版社·新知书店香港联合发行所”，以发行中国内地出版物为主。
1988年9月，中國大陸資金持有經營的香港出版社，將包括三聯書店（香港）有限公司、中華書局（香港）有限公司、商務印書館（香港）有限公司等，歸由聯合出版（集團）有限公司管理 。
2006年，三聯書店把位於中環域多利皇后街的三聯書店2樓開設「創Bookcafe」（Vision Bookcafe），融專題書店、文化活動、咖啡館於一體。
2013年6月，三聯書店於元朗「大馬路」開設旗艦店「元朗文化生活薈」，融合閱讀、生活、文化為一體的綜合書店，設JP Cafe及定期舉辦不同活動。到2019年3月3日因租約期滿而結業。
2016年3月，三聯書店灣仔莊士敦店搬遷到莊士敦道／柯布連道交界，新店改為「灣仔文化生活薈」，佔地3層。1樓至2樓是售書區，2樓則同時設有兒童專區「童閱天地」，3樓為售賣文創產品及文具，附設咖啡店Just Cafe。

## 业务

### 文化生活薈
2013年，三聯書店在元朗大馬路開設樓高四層，佔地二萬多平方呎的三聯文化生活薈（於2019年3月因租約期滿而結業），其中二樓設有小型廚房，可舉行烹飪課程。2016年，三聯書店在灣仔柯布連道開設樓高三層，佔地超過一萬平方呎的三聯文化生活薈，以取代鄰近的分店。灣仔分店2樓則設有兒童專區童閱天地，3樓為售賣文創產品及文具，附設咖啡店 Just Cafe。

### 海外發展
除了在香港發展外，三聯書店在中國內地及海外也開辦了多間獨資的或合資的圖書零售店，向廣大華人讀者提供正常質素的服務。地點包括：北京、上海、廣州、紐約、三藩市、洛杉磯、溫哥華、多倫多。

## 子公司
- 上海香港三聯書店有限公司（Shanghai Hongkong Joint Publishing Co. Ltd.）： 由上海图书公司、三聯書店（香港）有限公司和上海三联书店合資組建，在1999年10月成立[6][7][8][9]。
- 智能教育出版社
- 天健出版社
- 南粵出版社
- 廣宇出版社
- 星辰出版社
- 中國圖書刊行社
- 朝陽出版社

## 參见
- 聯合出版集團
- 三聯書店

## 外部連結
- 三聯書店（香港）（页面存档备份，存于）